# Daniel Xavier
Daniel Xavier est un footballeur puis entraîneur français né le 26 octobre 1966 à Blois. Il évolue au poste de milieu de terrain.
Il a disputé 160 matchs dans le Championnat de Ligue 2 au cours de sa carrière.

## Carrière
Daniel Xavier commence sa carrière au centre de formation du FC Nantes, mais ne dispute aucun match avec l'équipe professionnelle. 
En 1986, il rejoint le SC Bastia, alors en deuxième division, avant d'évoluer sous les couleurs de La Roche VF puis du Mans UC 72, où il termine sa carrière lors de la saison 1992-1993.